# عقده حقارت

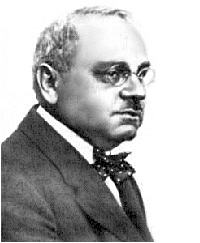
با استفاده از نظریه فردنگر آلفرد آدلر می‌توان به‌طور مسبوط مسئله عقده حقارت را بررسی کرد.

عقده حقارت یا حس خودکم‌بینی یکی از عقده‌ها در روان‌شناسی و روان‌کاوی است که از جهت واکنش‌های رفتاری و علمی دارای دو گونه تأثیر مثبت و منفی است. عقده حقارت یک احساس مداوم بی کفایتی است که اغلب منجر به این باور می‌شود که فرد به نحوی نسبت به دیگران دچار کمبود یا حقارت است.
عقده حقارت که اغلب اوقات ناخودآگاه است، در اثر عوامل و انگیزه‌های گوناگون در روان انسان‌ها به وجود می‌آید. ژان پیاژه در این‌باره می‌گوید: «به نظر روان‌شناسان هیچ مرد یا زنی نمی‌تواند به‌طور کامل از عدم تعادلی که منجر به نشانه‌های روانی عقده حقارت می‌شود، فرار کند. ولی این عدم تعادل گاه رسیدن به موفقیت‌های بزرگ را سبب می‌شود. در واقع بعضی پیروزی‌ها را ممکن است نتوان بدون محرک قوی احساس حقارت به‌دست آورد.»به گفته آلفرد آدلر، احساس حقارت ممکن است با تربیت در کودکی (مثلاً مقایسه نامطلوب با خواهر یا برادر)، محدودیت‌های جسمی و ذهنی، یا تجربه موقعیت اجتماعی پایین‌تر (مثلاً با رفتار نامطلوب توسط همسالان فرد) ایجاد شود.
عقده حقارت ممکن است باعث شود که فرد به طرق مختلف سعی در جبران عقده خود را داشته باشد. به عنوان مثال، افرادی که به دلیل قد کمتر از میانگین خود احساس حقارت می‌کنند (قدگرایی و عقده ناپلئونی) ممکن است کفش‌های خاصی بپوشند تا خود را بلندتر نشان دهند یا افرادی را در دایره اجتماعی خود احاطه کنند که کوتاه‌تر از آنها هستند. اگر این رفتار به افراط کشیده شود، تبدیل به یک روان‌نَژَندی می‌شود.

## تاریخچه
مفهوم عقده حقارت توسط آلفرد آدلر، بنیانگذار روان‌شناسی کلاسیک آدلری و در شاخه روانکاوی روان‌شناسی معرفی شد. این مفهوم به موازات آن چیزی است که پیر ژانه آن را احساس ناکاملی (به فرانسوی:sentiment d’incomplétude) نامیده بود. این مفهوم در بسیاری از آثار زیگموند فروید نیز ظاهر می‌شود، اما به دلیل پیشرفت‌های بعدی در نظریه وی مورد توجه کمتری قرار گرفت. این مفهوم همچنین گاهی توسط کارل یونگ، همکار زمانی فروید، (همزمان با اصطلاح عقده روانی) استفاده شد.

## علل
عقده حقارت زمانی رخ می‌دهد که احساس حقارت از طریق دلسردی یا شکست در فرد تشدید شود. افراد دارای عزت نفس پایین‌تر یا افراد دارای جایگاه اجتماعی پایین‌تر ممکن است دارای عقده حقارت باشند. افراد دارای عقده حقارت همچنین ممکن است علائمی مشابه افسردگی را نشان دهند.این احساس می‌تواند ناشی از مقایسه خود با دیگران، انتظارات غیرواقعی یا فشارهای اجتماعی باشد.
به گفته آدلر، «همه (...) احساس حقارت دارند. اما احساس حقارت یک بیماری نیست، بلکه محرکی برای تلاش و توسعه سالم و عادی است. تنها زمانی که احساس حقارت به یک وضعیت بیمارگونه تبدیل می‌شود که بی کفایتی فرد را تحت تأثیر قرار دهد و به دور از تحریک او به فعالیت مفید، او را افسرده و ناتوان از رشد کند.»
این احساس می‌تواند ناشی از مقایسه خود با دیگران، انتظارات غیرواقعی یا فشارهای اجتماعی باشد. زمانی که فرد احساس حقارت میکند یا خود را ناکافی می‌بیند، اعتماد به نفس او کاهش می‌یابد و در مواجهه با چالش‌ها و مشکلات زندگی دچار تردید می‌شود. این وضعیت می‌تواند منجر به اضطراب و افسردگی گردد و توانایی فرد را در مقابله با سختی‌ها کاهش دهد.
افرادی که احساس عدم کفایت می‌کنند، معمولاً با خودانتقادی و نگرانی‌های عمیق درباره توانایی‌های خود مواجه هستند. این احساس می‌تواند ناشی از مقایسه با دیگران، تجربه‌های منفی گذشته یا فشارهای اجتماعی باشد. این افراد ممکن است در موقعیت‌های مختلف از جمله کار، تحصیل یا روابط اجتماعی دچار اضطراب شوند و به راحتی تحت تأثیر انتقادات قرار بگیرند.احساس حقارت یا ناکافی بودن، دعوتی است برای کشف پتانسیل‌های نهفته درون خود و شکوفایی آن‌ها، در واقع این نگاه مثبت میتواند الهام بخش و سرآغاز اقدام و تغییر باشد بعبارت دیگر در دل احساس ناکافی بودن، امیدی نهفته است؛ امیدی که ما را به سوی موفقیت‌های بزرگ‌تر هدایت می‌کند.هرکسی نقاط قوت و ضعف منحصر به فردی دارد. احساس ناکافی بودن یک تجربه مشترک انسانی است.